# Pikara Magazine
Pikara Magazine és una revista digital de divulgació de la teoria i la pràctica feminista, que incorpora la perspectiva de gènere en la concepció del treball periodístic dels mitjans de comunicació. És un projecte que va néixer en 2010 de l'associació EMA Komunikazioa. Va ser fundada per les periodistes basques: Itziar Abad, June Fernández Casete, Lucía Martínez Odriozola i Maite Asensio.

## Característiques
Pikara Magazine pertany a un nou tipus de comunicació periodística impulsada per joves feministes, que pretén abastar tots aquells temes que s'exclouen dins del periodisme tradicional conscient o inconscientment sexista. Intenta mostrar les desigualtats de gènere amb la finalitat d'aconseguir una transformació social. També analitzen qüestions tabú o controvertides com per exemple poden ser la sexualitat, la intersexualitat, la gordofobia i l'ejaculació femenina, entre d'altres. Sense deixar de costat articles i reportatges d'actualitat examinats des d'una visió de gènere.
No va destinada específicament a dones, sinó a totes aquelles persones que busquin desafiaments intel·lectuals des d'un enfocament crític i transformador de la realitat. Va començar al País Basc i ara abraça tot Espanya i Amèrica Llatina.
Les seves publicacions web són mensuals i es completen amb un tiratge anual en paper que se sosté mitjançant mecenatge. Dins de la seva publicació web es poden trobar reportatges, articles d'opinió, expressions artístiques, notícies d'actualitat, juntament amb enllaços a altres mitjans audiovisuals feministes als quals accedir en internet. També disposa d'una agenda d'activitats feministes anomenada La Almanaka, que intenta ser un espai de difusió per a les activitats feministes que es realitzen en tot el país, amb l'objectiu de difondre el moviment feminista.
Pikara Magazine té espais en altres mitjans com eldiario.es, dins de l'apartat d'opinió i blogs, denominat +Pikara. Igualment, té acords amb Diagonal i La Directa. L'any 2019 Pikara Magazine va editar el seu primer llibre, Feminismos. Miradas desde la diversidad. L'objectiu era el de contribuir a ampliar la mirada sobre el feminisme i apropar a les seves lectores i lectors les reflexions i reivindicacions d'autores diverses, entre les quals es troben Andrea Momoitio, Silvia Agüero, Carmen Juares, Esther Mayoko Ortega, etc.
Algunes publicacions de Pikara Magazine han rebut diversos premis reconeguts com el Premi de Periodisme Colombine (Associació de Periodistes d'Almeria), el Premi Junts contra la Discriminació (Unió Europea) per l'article ‘¿Será niño o niña?’ publicat l'any 2010 (va ser el primer article que es va publicar en la revista, i l'autora de la qual és June Fernández Casete) i el Premi Manuel del Castell (Universitat de València) i dos dels Premis Enfoqui (participació ciutadana) atorgats al magazín. L'any 2014 la revista va obtenir el Premi Bones Pràctiques en Comunicació no Sexista que atorga l'Associació de Dones Periodistes de Catalunya.
El març de 2017 Pikara Magazine va rebre el Premi Apoderament i Canvi de Valors en la Segona edició dels premis “Zirgari Sariak” de BBK i la Diputació Foral de Biscaia.